# バラ亜科
バラ亜科（Rosoideae）はバラ科の亜科の一つで、バラ、イチゴ、キイチゴなどを含む。世界の温帯から寒帯に分布する。草本または低木。古い体系では、心皮が数個ないし多数あって離生し、子房上位の種で構成される。それぞれが果実となり、小核果（キイチゴなど）または痩果（イチゴなど）、一部は袋果で各1個の種子を含む。また花托（イチゴなど）や萼（バラなど）が肥厚して偽果となるものもある。
バラ科は伝統的にシモツケ亜科、バラ亜科、ナシ亜科およびサクラ亜科の4亜科に分類されてきたが、近年の分子系統学解析の結果によりバラ亜科、チョウノスケソウ亜科およびシモツケ亜科の3亜科に分類すべきであることが明らかになっている。これまでバラ亜科とされたチョウノスケソウ属はチョウノスケソウ亜科に、ヤマブキ属、シロヤマブキ属はシモツケ亜科に含められる。

## 主な属
- キンミズヒキ属 Agrimonia L.
- ハゴロモグサ属 Alchemilla L. - ハゴロモグサ
- エゾツルキンバイ属 Argentina Rydb.
- クロバナロウゲ属 Comarum L.
- キンロバイ属 Dasiphora Rydb.
- シモツケソウ属 Filipendula Mill. - オニシモツケ
- オランダイチゴ属（イチゴ属, フラガリア属） Fragaria L. - ノウゴウイチゴ
- ダイコンソウ属 Geum L.
- キジムシロ属 Potentilla L. - キジムシロ、ヘビイチゴ
- バラ属 Rosa L. - ノイバラ、ハマナス
- キイチゴ属 Rubus L. - クマイチゴ
- ワレモコウ属 Sanguisorba L. - ワレモコウ、カライトソウ
- タテヤマキンバイ属 Sibbaldia L.
- コキンバイ属 Waldsteinia （ダイコンソウ属 Geum に含める場合がある。）

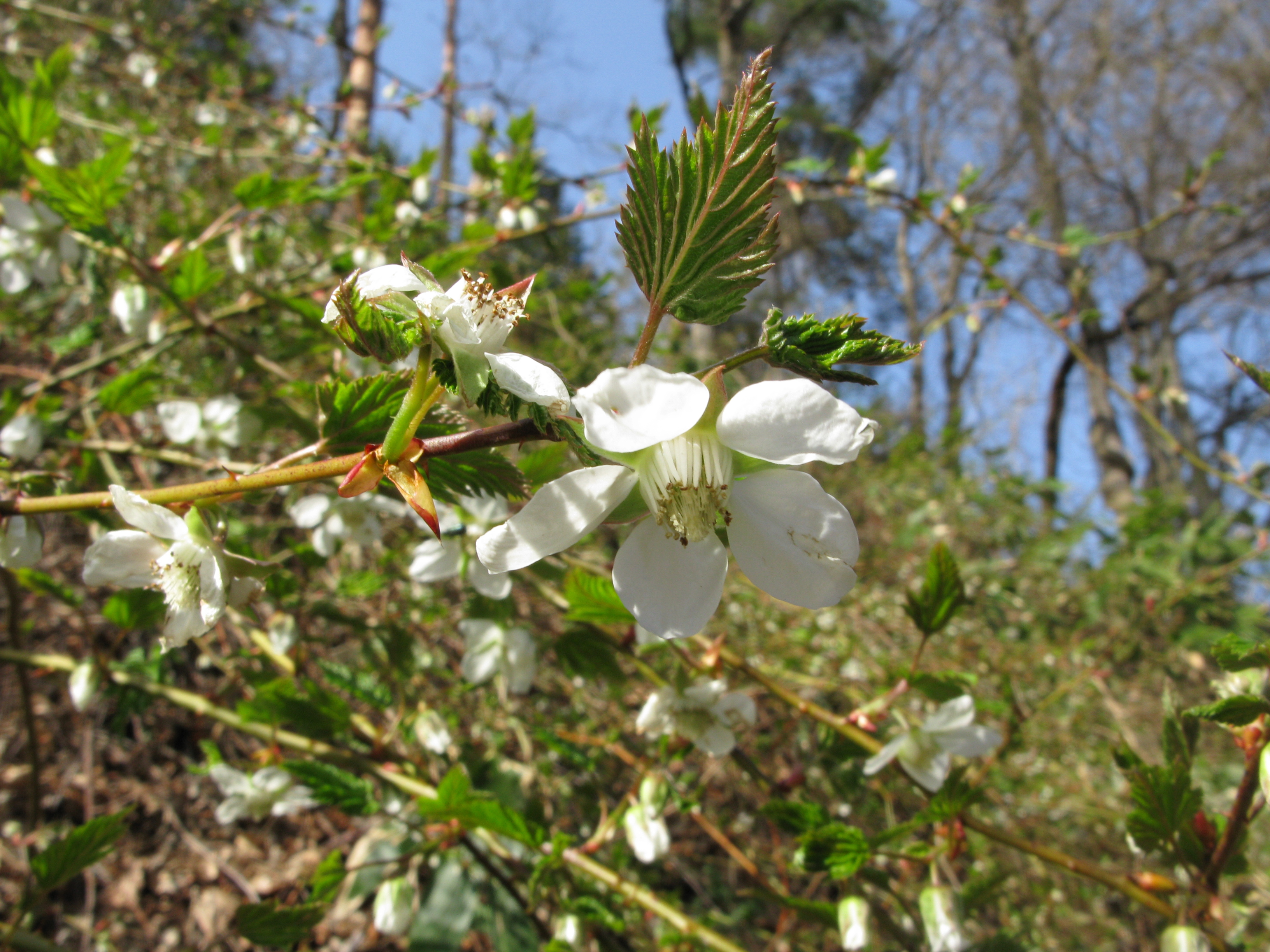
モミジイチゴ

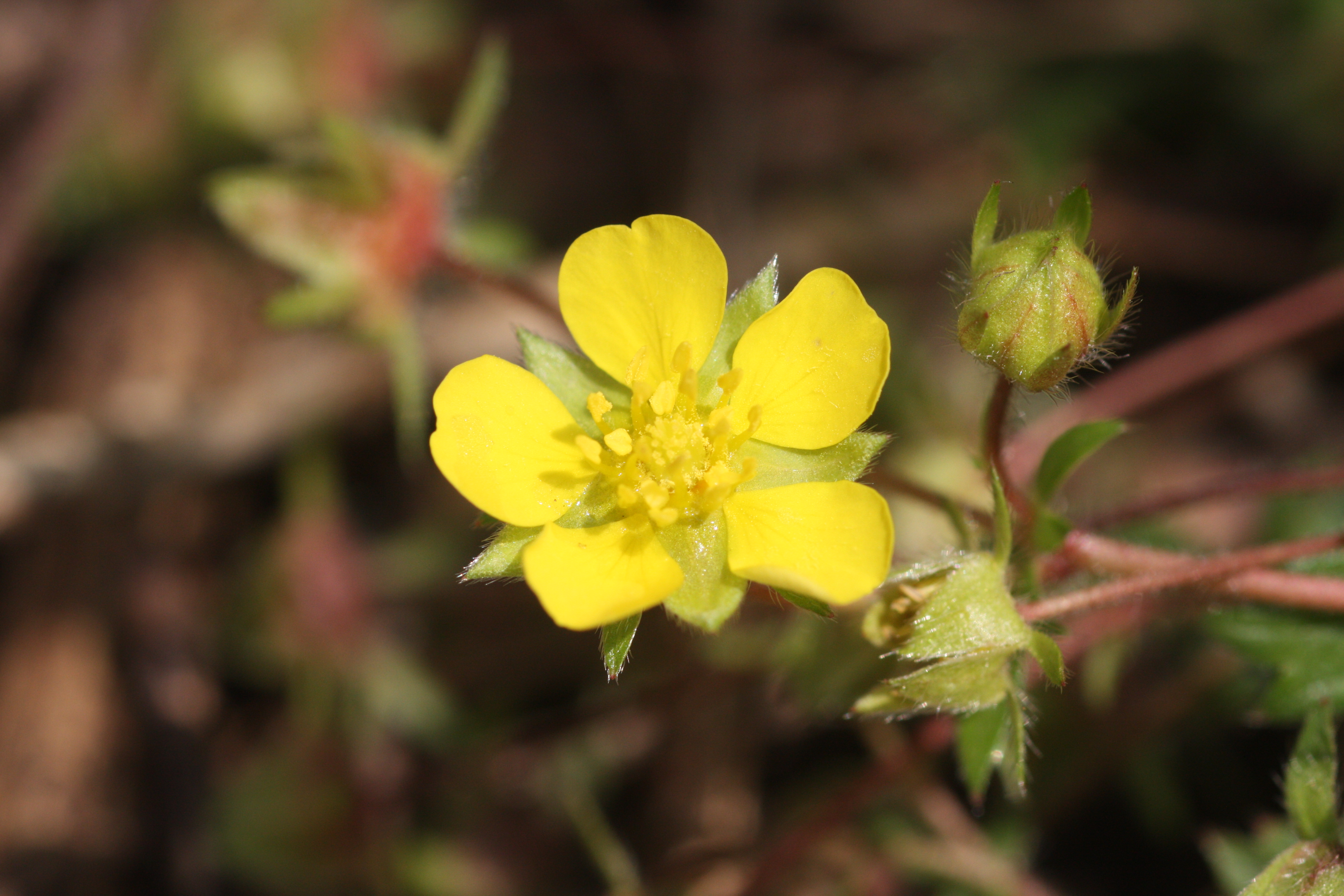
キジムシロ